# Taifa Málaga

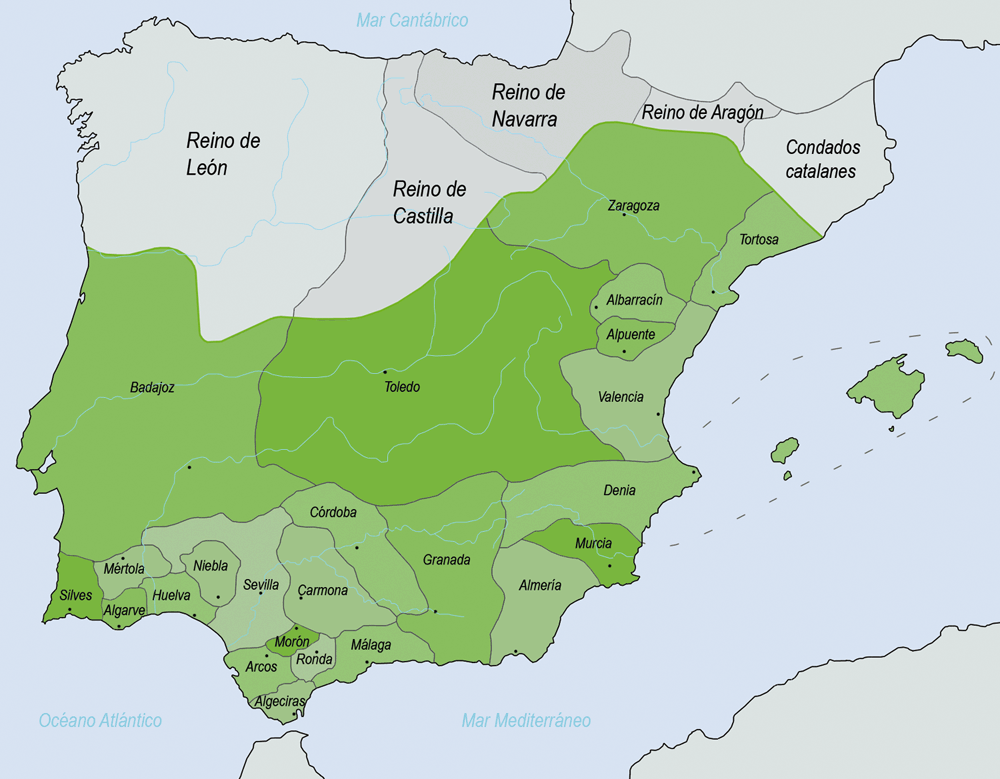
Ligging t.o.v. andere taifa's

De taifa Málaga was een emiraat (taifa) in de regio Andalusië, in het zuiden van Spanje. De stad Málaga (Arabisch: Malaqah) was de hoofdplaats van de taifa.
De taifa kende vier afzonderlijke periodes: van 1026/27 tot 1057, van 1073 tot 1090, van 1145 tot 1153 en van 1229 tot 1239, toen het uiteindelijk werd veroverd door het koninkrijk Granada.

## Eerste taifa (1026/27–1057)
De taifa werd gesticht in 1026 of 1027 door Yahya ibn Ali ibn Hammud al-Mu'tali, (Yahya I), een Berber van de Banu Hammud. Deze Yahya I was de voormalige kalief van Córdoba (van 1021 tot 1023 en van 1025 tot 1026). Na zijn afzetting trok hij naar Málaga. Met steun van de Banu Ziri uit Granada annexeerde hij in 1035 de taifa Algeciras. Hij ontving de titel van kalief. Zijn regeringsperiode kenmerkte zich door de conflicten met de Banu Abbad uit de taifa Sevilla. Yahya I wist kortstondig de taifa Carmona, dat van strategisch belang was in de omgeving, te veroveren. Sevilla wist deze taifa al snel weer te heroveren.
Na zijn dood in 1035 werd zijn bezit verdeeld tussen zijn broer en zijn neef. Zijn broer Idris I al-Muta'ayyad ontving de Taifa van Málaga en zijn neef Mohammed ibn al-Qasim de taifa Algeciras.
In 1039 behaalde hij, met ondersteuning van de taifa Almería, taifa Carmona en de taifa Granada, een overwinning in de Slag bij Écija op de taifa Sevilla.
Idris I werd in 1040 door Yahya II al-Qa'im opgevolgd, maar dat duurde slechts één jaar, doordat hij werd verstoten door diens oom Hassan al-Mustansir. Deze laatstgenoemde werd zelf in 1042 verstoten door de Saqaliba Naya al-Siqlabi.
Naya werd in 1042 vermoord en de Banu Hammud heroverden de troon met Idris II al-Ali, de broer van Hassan al-Mustansir. Zijn neef Mohammed I al-Mahdi kwam in 1047 aan de macht door Idris II af te zetten.
Opvolging geschiedde in 1053/54 door Idris III al-Sami, neef van Mohammed I. Ook Idris II werd na ca. één jaar regeren omgebracht.
Zijn zoon en opvolger Mohammed II al-Musta'li werd verstoten door diens broer Yayha III al-Mahdi. Deze laatste verloor de taifa in 1057 aan Badis ibn Habus, emir van Granada.

## Tweede taifa (1073–1090)
In 1073, na de dood van Badis, vond een opsplitsing plaats. Granada ging naar Abd Allah ibn Buluggin ibn Badis en Málaga naar Tamim ibn Buluggin ibn Badis. De Almohaden veroverden de taifa in 1090.

## Derde taifa (1145–1153)
Tijdens de zogenaamde tweede taifa periode viel de taifa vanaf 1145 onder de Banu Hassun met Abu al-Hakam al-Husayn, die door de opstand van Ibn Hud tegen de Almoraviden aan de macht was gekomen. Zijn politiek en zijn bondgenootschap met christenen bracht hem ten val door de Almohaden. Hij pleegde zelfmoord in 1153.

## Vierde taifa (1229–1238)
In 1229 werd de taifa voor een korte tijd onafhankelijk onder de Banu Zanum. De val van Ibn Zanum in 1238 werd het eind voor de taifa. Málaga werd aangeboden aan Mohammed I van Córdoba en opgenomen binnen het koninkrijk Granada.

## Lijst van emirs
Banu Hammud
- Yahya I al-Mu'tali: 1026/27–1035
- Idris I al-Muta'ayyad: 1035–1040
- Yahya II al-Qa'im: 1040
- Hassan al-Mustansir: 1040–1042

Saqaliba (Slavisch)
- Naya al-Siqlabi: 1042

Banu Hammud
- Idris II al-Ali: 1042–1047
- Mohammed I ibn al-Qasim: 1047–1053/54
- Idris III al-Sami: 1053/54
- Idris II (hersteld): 1053/54
- Mohammed II al-Musta'li: 1054/55
- Yahya III al-Mahdi: 1054/55–1057/58
- Aan taifa Granada: 1057/58–1073

Banu Ziri
- Tamim ibn Buluggin ibn Badis: 1073–1090
- Aan Almohaden uit Marokko: 1090–1145

Banu Hassun
- Abu al-Hakam al-Husayn ibn Hassun al-Kalbi: 1145–1153

Banu Zannun
- Ibn Zannun: 1229–1238
- Aan koninkrijk Granada: 1238